# Чарлі Річ
Чарльз (Чарлі) Річ (англ. Charles (Charlie) Rich) (14 грудня 1932 — 25 липня 1995) — популярний американський виконавець та музикант в жанрах кантрі, поп, рокабіллі, джаз, блюз і госпел. Володар премії «Греммі». Його пісні «Behind Closed Doors» і «The Most Beautiful Girl» очолювали хіт-паради в 1973 році.

## Ранні роки
Чарльз (Чарлі) Річ народився в місті Колт, Арканзас в родині фермерів. Його музична кар'єра почалася на початку 1950-х років, коли він проходив службу в частинах військово-повітряних сил армії США. Перший гурт Річа, the Velvetones грав музику в стилях джаз і блюз. Основною вокалісткою гурту була дружина Річа Маргарет Енн. В 1955 році Річ завершив службу в армії. Він починає виступати в клубах у Мемфісі, виконуючи музику в стилях джаз і R&B, саме в цей період часу він починає писати власні пісні.

## Кар'єра
Наприкінці 1950-х р. Річ працював сесійним музикантом на студії Judd Records, що належить Джадду Філліпсу. В 1958 році Річ став регулярним сесійним музикантом на студії Sun Record. Він грав на записах безлічі виконавців, у тому числі Джеррі Лі Льюїса та Джонні Кеша. У цей період він також писав пісні для Джеррі Лі Льюїса, Джоні Кеша та інших виконавців.
Кар'єру сольного виконавця Чарлі Річ почав на початку 1960-х років. Спочатку його альбоми та сингли не користувалися успіхом у публіки, але потім його сингли стали потрапляти в кантрі-чарти. Найбільшого успіху Річ домігся в 1973 році з виходом альбому Behind Closed Doors, дві пісні з якого, заголовна і «The Most Beautiful Girl» стали хітами кантрі і поп-чартів, а сам альбом став чотири рази платиновим у США і двічі платиновим у Канаді. Подальші роботи виконавця користувалися меншим комерційним успіхом, проте, альбоми There Won't Be Anymore і Very Special Love Songs (обидва — 1974 року) стали «золотими» у США, а сингли Чарлі Річа були присутні в кантрі-чартах аж до початку 1980-х років. З середини 1980-х років Річ перестав випускати нові записи і лише іноді виступав з концертами.

## Смерть
Чарлі Річ помер уві сні 25 липня 1995 року в мотелі Гаммонда, Луїзіана. Йому було 62 роки. Причина смерті — тромбоемболія легеневої артерії. Похований на Меморіальному Кладовищі у Мемфісі, Теннессі.

## Альбоми
- Lonely Weekends With Charlie Rich (1960)
- Charlie Rich (1964)
- That’s Rich (1965)
- The Many New Sides Of Charlie Rich (1965)
- Big Boss Man (1966)
- The Best Years (1966)
- Charlie Rich Sings Country & Western (1967)
- Set Me Free (1968)
- Fabulous Charlie Rich (1969)
- Boss Man (1970)
- A Time For Tears (1972)
- The Best Of Charlie Rich (1972)
- Behind Closed Doors (1973)
- Very Special Love Songs (1974)
- There Won’t Be Anymore (1974)
- The Silver Fox (1974)
- Every Time You Touch Me (I Get High) (1975)
- Silver Linings (1976)
- Take Me (1977)
- Rollin’ With The Flow (1977)
- I Still Believe In Love (1978)
- The Fool Strikes Again (1978)
- Nobody But You (1979)
- Once a Drifter (1980)
- Pictures And Paintings (1992)